# Lachenalia marlothii
Lachenalia marlothii là một loài thực vật có hoa trong họ Măng tây. Loài này được W.F.Barker ex G.D.Duncan mô tả khoa học đầu tiên năm 1997.